# Pornic

Pornic este o comună în departamentul Loire-Atlantique, Franța. În 2009 avea o populație de 14,052 de locuitori.